# Oederemia chloromixta
Oederemia chloromixta là một loài bướm đêm trong họ Noctuidae.